# L'Agulhas
L'Agulhas è una località costiera sudafricana situata nella municipalità distrettuale di Overberg nella provincia del Capo Occidentale.

## Geografia fisica
Il piccolo centro abitato sorge presso il Capo Agulhas, la punta più a sud del continente africano.